# Ганжа Микола Олексійович
Микола Олексійович Ганжа (нар. 27 вересня 1947, село Лебедівка, тепер Сахновщинського району Харківської області) — український діяч, Народний депутат України 1-го скликання, Первомайський виборчий округ N 391, Харківська область. Депутат Верховної Ради УРСР 11-го скликання.

## Біографія
Освіта: Харківський сільськогосподарський інститут ім. В.Докучаєва (1965—1969), економіст з бухобліку в сільського господарства.
У вересні— листопаді 1969 року — економіст колгоспу імені Горького села Лебедівка Сахновщинського району Харківської області.
У листопаді 1969 — листопаді 1970 року — служба в Радянській армії, в/ч 40449, місто Горький, РРФСР.
У грудні 1970 — грудні 1975 року — економіст колгоспу імені Горького села Лебедівка Сахновщинського району Харківської області.
Член КПРС з 1975 року.
У січні 1976 — квітні 1978 року — секретар партійної організації, заступник голови колгоспу, у квітні 1978 — серпні 1999 року — голова колгоспу імені Горького села Лебедівка Сахновщинського району Харківської області.
Народний депутат України 12(1) скликання з .03.1990 (2-й тур) до .04.1994, Первомайський виборчий округ № 391, Харківська область, член Комісії з питань АПК. Групи «Аграрники», «Земля і воля».
У серпні 1999 — червні 2001 року — інженер з комплектації відділу постачання АТЗТ «Харківська бісквітна фабрика».
У червні 2001 — березні 2005 року — голова Сахновщинської районної державної адміністрації Харківської області.
У березні 2006 року — канд. в нар. деп. України від Народного блоку Литвина, № 407 в списку. На час виборів: голова Сахновщинської районної організації НП.
Потім — на пенсії.

## Родина
Мати Марія Миколаївна (1915) — пенсіонер; дружина Лариса Григорівна (1951) — учитель, начальник відділу з питань режимно-секретної роботи апарату райдержадміністрації; син Дмитро (1973) — м.н.п. Харківського військового університету; дочка Тетяна (1979) — музикант Харківського інституту мистецтв.

## Нагороди
- орден Трудового Червоного Прапора (1986)
- орден «Знак Пошани» (1981)